# Donji Stepoš
Donji Stepoš (cyr. Доњи Степош) – wieś w Serbii, w okręgu rasińskim, w mieście Kruševac. W 2011 roku liczyła 459 mieszkańców.